# San Saba (titre cardinalice)
Pour les articles homonymes, voir San Saba (homonymie).
La diaconie cardinalice de San Saba (Saint Sabas) est érigée le 2 décembre 1959 par le pape Jean XXIII dans la constitution apostolique Est in more. Son siège se trouve en la basilique San Saba située dans le rione San Saba au centre de Rome.

## Liste des titulaires
- Augustin Bea, S.I. (1959-1968)
- Jean Daniélou, S.I. (1969-1975)
- Joseph Schröffer (1976-1983)
- Jean Jérôme Hamer, O.P. (1985-1996) ; titre pro illa vice (1996)
- Jorge Arturo Medina Estévez (1998-2021) ; titre pro hac vice (2008-2021)
- Arthur Roche (depuis 2022)